# شفاخانه مکس

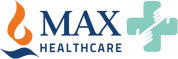
نشان‌وارهٔ رسمی شفاخانهٔ مکس (هند)

شفاخانهٔ مکس یا بیمارستان مکس نام بیمارستانی در شهر دهلی هندوستان است. این بیمارستان که زیر مجموعه‌ای از مکس ایندیا است در محله ساکت (دهلی) قرار دارد.